# Carlos Monsiváis
Carlos Monsiváis Aceves (Mexico-Stad, 4 mei 1938 - aldaar, 19 juni 2010) was een Mexicaans schrijver, filosoof en journalist.

## Leven
Monsiváis studeerde economie en filosofie aan de Nationale Autonome Universiteit van Mexico (UNAM). Monsiváis' werken kenmerken zich door een ironische ondertoon en een begrip voor de wortels en de ontwikkeling van de Mexicaanse cultuur. Zijn werken vallen onder vele literaire genres, waaronder romans, novelles, essays en politieke satire. Als journalist schreef hij onder andere voor La Jornada, Proceso, El Universal, Nexos en Letras Libres.
Monsiváis schreef regelmatig over politieke gebeurtenissen in zijn land, en was actief binnen verschillende linkse bewegingen. Zapatistenleider Subcomandante Marcos heeft hem een van zijn invloeden genoemd. In 2006 heeft Monsiváis samen met andere prominente Latijns-Amerikaanse intellectuelen opgeroepen tot de onafhankelijkheid van Puerto Rico en hij steunde de 'legitieme regering' van Andrés Manuel López Obrador. Monsiváis is meerdere keren in conflict gekomen met Mexicaanse conservatieven. Zo meldde minister Carlos Abascal in 2005 dat hij niet wilde dat de boeken van Monsiváis op de literatuurlijst van de school van zijn kinderen staat, en ontstond er in 2007 een ruzie tussen Monsiváis en gouverneur Emilio González Márquez, omdat deze zich tegen voorbehoedsmiddelen had uitgesproken.
Monsiváis overleed op 72-jarige leeftijd in Mexico-Stad. Na ademhalingsmoeilijkheden werd de dood vastgesteld door het personeel van Instituto Nacional de Ciencias Médicas y Nutrición 'Salvador Zubirán'.

## Onderscheidingen
Monsiváis heeft verschillende literaire prijzen gewonnen, waaronder de Nationale Journalistiekprijs en de Premio Xavier Villaurrutia.
In 1998 werd hij onderscheiden met een Prins Claus Prijs.